# 沼

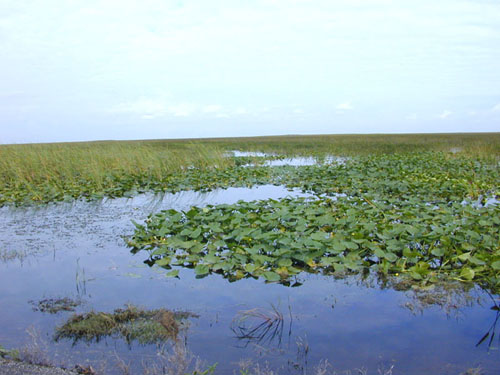
フロリダの沼

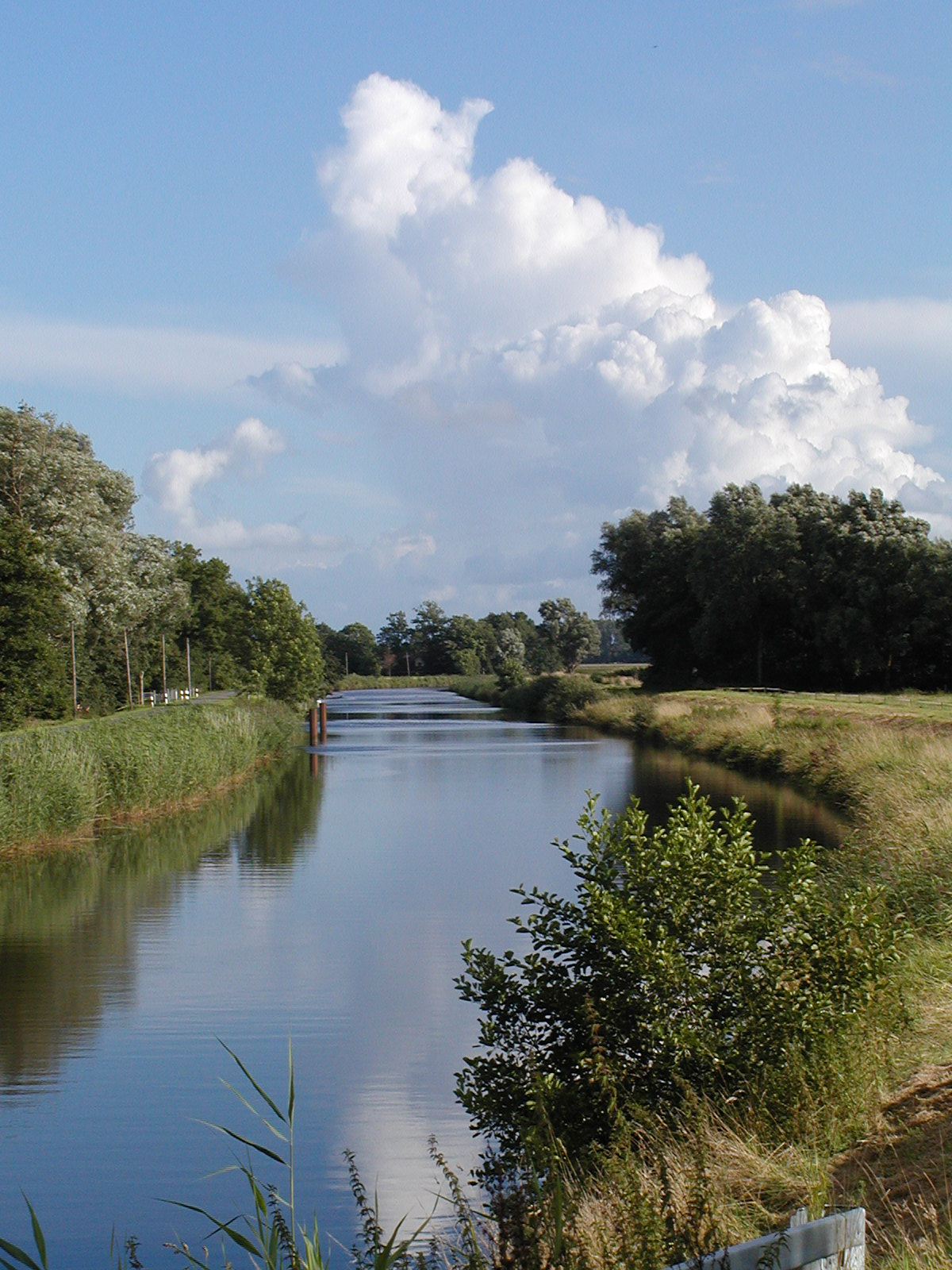
川

沼（ぬま、英語: marsh）とは、湖沼学上では、水深が浅く水底中央部にも沈水植物（水草）の生育する水域と定義される。池とあわせて池沼（ちしょう）、湖とあわせて湖沼（こしょう）と呼ぶことがある。池や湖との区別は明確でないが、一般に水深5メートル以内の水域である。
似た言葉である沼地（英語: swamp。湿地とも訳される）は、湿っぽく泥の深い地の事を指す。
沼の水が塩水の場合、その沼は塩沼（）と呼ばれる。河口部において満潮になると水に浸かり、干潮では土がむき出しになる場所は塩沼湿地と呼ばれ、独自の植物が見られる。
湖沼には土壌や有機物が堆積し、次第に浅くなる。水草が生育する池が浅くなると、ヨシやガマなどの抽水植物が生育して沼地となる。さらに堆積が進行するとハンノキなどの沼沢林が発達し、やがて陸化して通常の森林植生が発達するとされている。

## 生物

### 動物
沼には野生生物が生息し、しばしば多種多様な動物の繁殖地となる。
出典：

#### 鳥類
- カモ目（ハクガン、マガン、コブハクチョウ）
- チドリ目（チュウシャクシギ、オグロシギ）

など

#### 魚類
- サケ目（アマゴ、イワナ）
- キュウリウオ目（アユ、ワカサギ）
- コイ目（ギンブナ、コイ、モツゴ、ヤリタナゴ、ドジョウ）
- ナマズ目（ギギ）

など

#### 爬虫類
クサガメ、イシガメなど

#### 両生類
ウシガエル、アカハライモリなど

#### 昆虫
- 甲虫目（ゲンゴロウ、ガムシ）
- 蜻蛉目（ヤゴ（幼虫））
- カメムシ目（水中カメムシ類（タガメ、コオイムシ、タイコウチ、ミズカマキリ、マツモムシ））
- カゲロウ目（幼虫）
- カワゲラ目（幼虫）

など

#### 甲殻類
- エビ（ヌマエビ、スジエビ、テナガエビ）
- カニ（サワガニ）

など

#### 貝類
- 巻貝（タニシ）
- 二枚貝（ドブガイ、カラスガイ）

など

#### クラゲ類
ヒドラなど

#### 海綿類
ヨワカイメンなど

### 植物
出典：
- 水底に根づき葉や茎が水面の上にでる植物：ガマの仲間、ヨシ、ヌマトラノオ、コウホネ、 カンガレイ、シロネ、フトイ、ハスなど。
- 水底に根づき葉が水面に浮く植物：ヒシ、ヒツジグサ、ジュンサイ、ヒルムシロ、トチカガミ、アサザなど。
- 水底に根づき葉が水面にでない植物：エビモ、ササバモ、クロモ、キクモ、シャジクモ、フサモ、オオカナダモなど。
- 水面に浮いている植物：タヌキモ、ホテイアオイ、サンショウモ、ウキクサの仲間など。